# Lovebites
Pour les articles homonymes, voir Love bites.
Lovebites (stylisé LOVEBITES) est un groupe de power metal japonais, composé uniquement de femmes et formé en 2016 par les anciennes membres de Destrose, Miho et Haruna. Le groupe tient son nom de la chanson Love Bites (So Do I) de Halestorm,.

## Histoire
Lovebites est formé à Tokyo en 2016 par la bassiste Miho et la batteuse Haruna, qui jouaient auparavant au sein de Destrose, un autre groupe de metal entièrement féminin disparu en 2015. Après avoir recruté la guitariste Midori, issue du groupe Gekijo Metalicche, et la guitariste de soutien et claviériste Miyako (alors connue sous le nom de Mi-Ya) issue du groupe A Drop of Joker, elles choisissent la chanteuse Asami, qui faisait alors des chœurs pour Vamps et Uverworld, sur base d'une démo,. Le groupe donne son premier concert le 18 novembre 2016 au Tsutaya O-West,.
Lovebites sort son premier EP éponyme en mai 2017 sous le label Victor Entertainment. Miho explique qu'il s'agissait plus d'une démo en vue d'obtenir un contrat mais que les représentants du label l'ayant tellement apprécié, ils ont décidé de l'enregistrer et de le publier. L'EP a été mixé par Mikko Karmila et arrangé par Mika Jussila, qui avaient travaillé précédemment avec Nightwish, Children of Bodom et Stratovarius, au Finnvox Studios à Helsinki. L'EP est publié au Royaume-Uni le 25 août par JPU Records et en Amérique du Nord par Sliptrick Records le 31 août.
Miyako devient membre du groupe à temps plein en août 2017. Le premier album du groupe, Awakening from Abyss, est publié au Japon et en Amérique du Nord le 25 octobre et au Royaume-Uni deux jours plus tard. Cet album a également été mixé et arrangé par Mikko Karmila et Mika Jussila et inclut des réenregistrements des quatre titres issus de leur premier EP,. Le groupe ne joue alors que quelques concerts avant de se produire hors du Japon pour la première fois : deux nuits lors de l'Hyper Japan Christmas et un concert à Camden Underworld, tous deux à Londres fin novembre 2017.
En 2018, Lovebites joue lors des concerts au Japon du Warped Tour et publie son deuxième EP, Battle Against Damnation, le 6 juin,,. Quelques jours plus tard, le groupe remporte le trophée du Meilleur nouveau groupe lors de l'édition 2018 des Metal Hammer Golden Gods Awards. Le 4 août, le groupe se produit au Wacken Open Air, devenant le premier groupe de rock japonais entièrement féminin à jouer lors du festival. La semaine suivante, le 10 août, le groupe se produit également sur la scène principale du Bloodstock Open Air. En novembre, Lovebites entame sa première tournée européenne, avec des concerts aux Pays-Bas, en Allemagne, en France et au Royaume-Uni. Le 5 décembre, le groupe publie son deuxième album, Clockwork Immortality, au Japon. Les éditions limitées de l'album incluent un Blu-Ray/DVD contenant leur premier enregitrement de concert, Battle in the East, tourné le 28 juin 2018 au Tsutaya O-East. Cet album est publié en Europe, Australie et Nouvelle-Zélande deux jours plus tard par Arising Empire/Nuclear Blast et au Royaume-Uni par JPU Records le 18 janvier 2019.
En juin 2019, Lovebites se produit au Download Festival à Donington et est alors désigné par les organisateurs et par Metal Hammer comme ayant livré l'un des meilleurs concerts du festival,, comprenant la participation de la chanteuse Asami au titre Love Bites (So Do I) lors du concert de Halestorm. Peu après, le groupe de produit également au Graspop Metal Meeting.

## Musique et influences
Bien que le groupe soit originaire de Tokyo, la musique de Lovebites est largement influencée par la new wave of British heavy metal, induisant des comparaisons avec Iron Maiden et Rage,. Miho déclare qu'elle a toujours voulu jouer une combinaison de power metal et « d'un peu de heavy metal à l'ancienne ». Elle explique aussi que leur décision de s'habiller entièrement en blanc, à l'opposé des habits noirs et stéréotypés du genre, avait été prise pour contraster avec leur son « à l'ancienne » et pour se démarquer des autres groupes. Les paroles de leurs chansons sont écrites en anglais, à l'exception de Bravehearted écrite par Haruna et issue de leur premier EP, laquelle est en japonais et était destinée à l'origine pour Destrose,. Les membres de groupe préfèrent écrire des chansons en anglais bien que ne le parlant pas elles-mêmes couramment. Le groupe collabore régulièrement avec l'ancien claviériste de Light Bringer, Mao, lors de la composition et arrangements des chansons,.
Miho aime Iron Maiden, Pantera, Mötley Crüe et Anthrax. Elle décrit son jeu plus comme de la mise en scène que de la technique, et cite Steve Harris comme influence particulière tout comme Nikki Sixx.
Haruna joue de la batterie depuis ses treize ans, mais a acheté une double pédale après avoir vu un groupe de metal l'utiliser lors d'un concert. L'album Master of the Rings d'Helloween est le premier album de metal qu'elle ait entendu.
Le jeu de Midori sur le premier EP du groupe est influencé par Kiko Loureiro.
Miyako joue du piano classique depuis ses trois ans et a commencé à jouer de la guitare en secondaire. Au début, elle écoutait Yngwie Malmsteen, mais elle a été inspirée par Disarmonia Mundi pour composer et arranger ses premières chansons,.
Asami a des affinités avec le R&B et la musique soul et apprécie des artistes comme Alicia Keys et Aretha Franklin.

## Composition du groupe
- Haruna – batterie  (depuis 2016)
- Midori – guitare, chœurs (depuis 2016)
- Miyako – guitare, claviers, chœurs (depuis 2017 comme membre à temps plein)
- Asami – chant (depuis 2016)
- Fami – basse (depuis 2022)

### Anciens membres
- Miho – basse, chœurs (2016 - 2021)

## Discographie
Album studio
| Année | Détails | Oricon | Billboard Japan |
| ----- | --- | ------ | --------------- |
| 2017  | Awakening from Abyss - Date de sortie : 25 octobre 2017 - Labels : Victor Entertainment, JPU Records, Sliptrick Records | 18     | 33              |
| 2018  | Clockwork Immortality - Date de sortie : 5 décembre 2018 - Labels : Victor Entertainment, JPU Records, Arising Empire   | 21     | 23              |
| 2020  | Electric Pentagram - Date de sortie : 29 janvier 2020 - Labels : Victor Entertainment, JPU Records                      | 9      | 28              |
| 2023  | Judgement Day - Date de sortie : 22 février 2023 - Labels : Victor Entertainment                                        | 5      | 5               |

EPs
| Année | Détails | Oricon | Billboard Japan |
| ----- | --- | ------ | --------------- |
| 2017  | The Lovebites EP - Date de sortie : 24 mai 2017 - Labels : Victor Entertainment, JPU Records, Sliptrick Records | 27     | 40              |
| 2018  | Battle Against Damnation - Date de sortie : 6 juin 2018 - Labels : Victor Entertainment, JPU Records            | 20     | 24              |
| 2021  | Glory, Glory, to the World - Date de sortie : 10 mars 2021 - Labels : Victor Entertainment, JPU Records         | -      | -               |

Compilations
| Année | Détails | Oricon | Billboard Japan |
| ----- | --- | ------ | --------------- |
| 2021  | In the Beginning – The Best of 2017–2021 - Date de sortie : 22 décembre 2021 - Labels : Victor Entertainment, JPU Records | 22     | 22              |

DVD
- Daughters of the Dawn - Live in Tokyo (10 juillet 2019)
- Five of a Kind - Live in Tokyo 2020 (22 juillet 2020)
- Awake Again - Live from Abyss (25 décembre 2020)
- Heavy Metal Never Dies - Live in Tokyo 2021 (29 septembre 2020)

## Nominations et récompenses
Metal Hammer Golden Gods Awards
| Année | Travail nommé | Catégorie               | Résultat |
| ----- | ------------- | ----------------------- | -------- |
| 2018  | Lovebites     | Meilleur nouveau groupe | Lauréat  |